# سد یله
سد یله (به لاتین: Yele Dam) یک سد خاکی در چین است که در Mianning County and Shimian County, Sichuan Province واقع شده‌است.